# Fábio Rochemback
Fábio Rochemback [uitspraak: 'faːbjo: rɔ'tʃɛmbɑk] (Soledade, 10 december 1981) is een Braziliaans voormalig voetballer die speelde als offensieve middenvelder. Hij was een groot talent die zijn potentieel finaal niet optimaal kon benutten.

## Clubcarrière
De middenvelder begon zijn carrière als prof bij Internacional de Porto Alegre. In 2002 vertrok Rochemback naar FC Barcelona. Hij zou anderhalf seizoen bij de Catalaanse club blijven, maar de Braziliaan wist nooit echt door te breken. Wel viel hij op door zijn harde schot en gevaarlijke vrije trappen. Rochemback scoorde onder andere tegen Liverpool F.C. met een dergelijke snoeiharde trap.
In 2004 ging Rochemback naar op huurbasis naar Sporting Lissabon, in ruil voor het Portugese talent Ricardo Quaresma. Bij Sporting werd de Braziliaanse middenvelder een van de sleutelspelers. In augustus 2005 maakte Rochemback voor circa 1,5 miljoen euro de overstap naar het Engelse Middlesbrough. Na drie jaar voor de club gespeeld te hebben trok hij terug naar Sporting Lissabon (hij en de Spanjaard Gaizka Mendieta werden op de transferlijst geplaatst).
In 2009 keerde hij terug naar Brazilië en ging er voetballen bij Grêmio. In 2012 en 2013 speelde hij in China voor Dalian Aerbin. 
Hij sloot zijn loopbaan in 2014 af bij amateurclub Ipiranga de Passo Fundo.

## Interlandcarrière
Rochemback speelde naast clubvoetbal ook enkele interlands voor Brazilië, waaronder op de Copa América van 2001 en op de Confederations Cup 2001 toen het land onder leiding stond van bondscoach Émerson Leão.

## Carrière
- 1998-2002: SC Internacional
- 2002-2003: FC Barcelona
- 2003-2005: Sporting Lissabon
- 2005-2008: Middlesbrough FC
- 2008-2009: Sporting Lissabon
- 2009-2011: Grêmio
- 2012-2013: Dalian Aerbin